# Rivalità calcistica Porto-Sporting Lisbona
La rivalità Porto-Sporting Lisbona è considerata una delle rivalità più importanti nel calcio portoghese. Il Porto e lo Sporting Lisbona hanno sede rispettivamente nelle città di Porto e Lisbona, ed entrambi competono nella Primeira Liga, il livello più alto del campionato di calcio portoghese. La rivalità è conosciuta anche come Dragões vs Leões ("Dragoni vs Leoni"), in riferimento ai soprannomi dei due club.
Nel 1922, il primo Campeonato de Portugal, il precursore dell'attuale Taça de Portugal, fu deciso in una serie al meglio delle tre partite tra Porto e Sporting, alla fine vinta dal Porto (avrebbero dovuto partecipare anche i vincitori dell'Algarve e della Madeira FA, ma non hanno potuto partecipare al torneo per problemi logistici). Successivamente si sono svolte altre cinque finali tra le due squadre. I club si sono incontrati ininterrottamente nella Primeira Liga dal 1934 e in altre partite di coppa.

## Statistiche
Aggiornato al 4 luglio 2024

Di seguito la tabella coi risultati ottenuti negli scontri tra le due compagini.
|                          | Totale | Vittorie Porto | Pareggi | Vittorie Sporting Lisbona | Gol Porto | Gol Sporting Lisbona |
| ------------------------ | ------ | -------------- | ------- | ------------------------- | --------- | -------------------- |
| Campionato portoghese    | 180    | 70             | 50      | 60                        | 252       | 255                  |
| Coppa di Portogallo      | 43     | 17             | 13      | 13                        | 61        | 55                   |
| Coppa di lega portoghese | 6      | 1              | 3       | 2                         | 5         | 7                    |
| Supercoppa di Portogallo | 8      | 0              | 4       | 4                         | 3         | 10                   |
| Campeonato de Portugal   | 12     | 4              | 3       | 5                         | 14        | 21                   |
| Totale                   | 249    | 92             | 73      | 84                        | 335       | 348                  |

## Lista Incontri

### Campionato
| #   | Competizione                         | Casa     | Trasferta | Risultato | Gol (casa)                                                                                   | Gol (trasferta)                                          |
| --- | ------------------------------------ | -------- | --------- | --------- | -------------------------------------------------------------------------------------------- | -------------------------------------------------------- |
| 1   | Primeira Liga Experimental 1934-1935 | Porto    | Sporting  | 4 - 2     | Pinga (10, 36, 65), A. Carneiro (11)                                                         | M. Soeiro (31), V. Nunes (34)                            |
| 2   | Primeira Liga Experimental 1934-1935 | Sporting | Porto     | 2 - 2     | Ferdinando (25), M. Soeiro (85)                                                              | C. Nunes (40), A. Carneiro (46)                          |
| 3   | Primeira Liga Experimental 1935-1936 | Sporting | Porto     | 3 - 2     | M. Soeiro (8, 22), A. Mourão (35)                                                            | C. Mesquita (30), Pinga (40)                             |
| 4   | Primeira Liga Experimental 1935-1936 | Porto    | Sporting  | 10 - 1    | Pinga (10, 25, 90), C. Nunes (13, 60, 70, 85), V. Mota (30), A. Santos (43), C. Pereira (44) | W. Possak (15)                                           |
| 5   | Primeira Liga Experimental 1936-1937 | Porto    | Sporting  | 2 - 2     | A. Santos (6), Pinga (65)                                                                    | M. Soeiro (43, 56)                                       |
| 6   | Primeira Liga Experimental 1936-1937 | Sporting | Porto     | 9 - 1     | João Cruz (33, 43, 60), M. Soeiro (40, 64, 86, 89), P. Pireza (47, 57)                       | Pinga (48)                                               |
| 7   | Primeira Liga Experimental 1937-1938 | Porto    | Sporting  | 2 - 1     | A. Santos (33), Pinga (40)                                                                   | H. Nogueira (77)                                         |
| 8   | Primeira Liga Experimental 1937-1938 | Sporting | Porto     | 6 - 1     | F. Peyroteo (30, 57, 87), João Cruz (31, 80), A. Mourão (84)                                 | Â. Silva (81)                                            |
| 9   | Primeira Divisão 1938-1939           | Porto    | Sporting  | 2 - 1     | C. Nunes (30), Costuras (54)                                                                 | M. Soeiro (77)                                           |
| 10  | Primeira Divisão 1938-1939           | Sporting | Porto     | 4 - 4     | Peyroteo (8, 59), A. Paciência (47), Sacadura (aut. 87)                                      | Costuras (17, 44), A. Santos (20), C. Nunes (34)         |
| 11  | Primeira Divisão 1939-1940           | Porto    | Sporting  | 4 - 2     | S. Kodrnja (31, 44, 75), F. Petrak (57)                                                      | A. Ferreira (46), F. Peyroteo (76)                       |
| 12  | Primeira Divisão 1939-1940           | Sporting | Porto     | 4 - 3     | João Cruz (39), M. Galvão (61, rig. 72), A. Mourão (70)                                      | F. Petrak (51, 88), S. Kodrnja (65)                      |
| 13  | Primeira Divisão 1940-1941           | Sporting | Porto     | 5 - 1     | A. Ferreira (18), F. Peyroteo (33, 56), João Cruz (65), P. Pireza (84)                       | Pinga (46)                                               |
| 14  | Primeira Divisão 1940-1941           | Porto    | Sporting  | 2 - 2     | C. Nunes (18), Pinga (87)                                                                    | João Cruz (52, 86)                                       |
| 15  | Primeira Divisão 1941-1942           | Sporting | Porto     | 5 - 0     | João Cruz (3, 5, rig. 20), F. Peyroteo (50), A. Ferreira (80)                                |                                                          |
| 16  | Primeira Divisão 1941-1942           | Porto    | Sporting  | 3 - 0     | M. Correia Dias (3, 19), C. Nunes (27)                                                       |                                                          |
| 17  | Primeira Divisão 1942-1943           | Porto    | Sporting  | 2 - 2     | M. Correia Dias (22, 82)                                                                     | F. Peyroteo (8), João Cruz (55)                          |
| 18  | Primeira Divisão 1942-1943           | Sporting | Porto     | 5 - 2     | D. Silva (24, 50), A. Mourão (44), João Cruz (65), F. Peyroteo (81)                          | A. Araújo (23), M. Correia Dias (36)                     |
| 19  | Primeira Divisão 1943-1944           | Sporting | Porto     | 2 - 0     | F. Peyroteo (40), A. Mourão (88)                                                             |                                                          |
| 20  | Primeira Divisão 1943-1944           | Porto    | Sporting  | 1 - 3     | A. Araújo (rig. 55)                                                                          | A. Marques (23), F. Peyroteo (50), Albano (77)           |
| 21  | Primeira Divisão 1944-1945           | Porto    | Sporting  | 3 - 1     | Lourenço (42), Catolino (50), A. Araújo (56)                                                 | F. Peyroteo (16)                                         |
| 22  | Primeira Divisão 1944-1945           | Sporting | Porto     | 5 - 4     | J. Correia (18), C. Canário (28), A. Marques (62), F. Peyroteo (67), O. Barrosa (87)         | Lourenço (22, 43), Catolino (63), F. Gomes da Costa (83) |
| 23  | Primeira Divisão 1945-1946           | Porto    | Sporting  | 2 - 3     | A. Araújo (10), J. Machado (55)                                                              | F. Peyroteo (28, 36), A. Ferreira (73)                   |
| 24  | Primeira Divisão 1945-1946           | Sporting | Porto     | 1 - 0     | Veríssimo (23)                                                                               |                                                          |
| 25  | Primeira Divisão 1946-1947           | Sporting | Porto     | 3 - 2     | J. Correia (6, 55), F. Peyroteo (87)                                                         | A. Araújo (53), Sanfins (62)                             |
| 26  | Primeira Divisão 1946-1947           | Porto    | Sporting  | 2 - 4     | Diógenes (6, 77)                                                                             | Albano (59), J. Correia (75, 85), F. Peyroteo (79)       |
| 27  | Primeira Divisão 1947-1948           | Porto    | Sporting  | 4 - 1     | M. Correia Dias (40, 56, 67), Sanfins (41)                                                   | J. Correia (5)                                           |
| 28  | Primeira Divisão 1947-1948           | Sporting | Porto     | 5 - 2     | Peyroteo (1), J. Travassos (14), Albano (rig. 21), M. Vasques (30, 46)                       | Lourenço (2), A. Araújo (25)                             |
| 29  | Primeira Divisão 1948-1949           | Porto    | Sporting  | 1 - 0     | Sanfins (1)                                                                                  |                                                          |
| 30  | Primeira Divisão 1948-1949           | Sporting | Porto     | 1 - 2     | J. Correia (40)                                                                              | Gastão (27), J. Machado (52)                             |
| 31  | Primeira Divisão 1949-1950           | Porto    | Sporting  | 2 - 1     | José Maria (53), A. Monteiro da Costa (75)                                                   | M. Wilson (22)                                           |
| 32  | Primeira Divisão 1949-1950           | Sporting | Porto     | 4 - 1     | Mário Wilson (43, 78), Albano (84), M. Vasques (88)                                          | A. Monteiro da Costa (90)                                |
| 33  | Primeira Divisão 1950-1951           | Sporting | Porto     | 2 - 1     | M. Vasques (7), J. Correia (48)                                                              | A. Monteiro da Costa (89)                                |
| 34  | Primeira Divisão 1950-1951           | Porto    | Sporting  | 3 - 0     | Nelo (22, 56), José Maria (52)                                                               |                                                          |
| 35  | Primeira Divisão 1951-1952           | Porto    | Sporting  | 2 - 2     | José Maria (4, 11)                                                                           | Albano (40), A. Pais (aut. 90)                           |
| 36  | Primeira Divisão 1951-1952           | Sporting | Porto     | 2 - 1     | J. Correia (42, 84)                                                                          | Vital (5)                                                |
| 37  | Primeira Divisão 1952-1953           | Porto    | Sporting  | 1 - 1     | Eleutério (90)                                                                               | Rola (89)                                                |
| 38  | Primeira Divisão 1952-1953           | Sporting | Porto     | 5 - 1     | J. Martins (22, 36, 41, 76), Albano (rig. 88)                                                | J. Costa (27)                                            |
| 39  | Primeira Divisão 1953-1954           | Porto    | Sporting  | 1 - 0     | Hernâni (31)                                                                                 |                                                          |
| 40  | Primeira Divisão 1953-1954           | Sporting | Porto     | 2 - 1     | J. Travassos (14), M. Vasques (30)                                                           | José Maria (rig. 21)                                     |
| 41  | Primeira Divisão 1954-1955           | Sporting | Porto     | 5 - 1     | Galileu (8), J. Martins (32), M. Vasques (60, 65, 82)                                        | A. Teixeira (67)                                         |
| 42  | Primeira Divisão 1954-1955           | Porto    | Sporting  | 1 - 1     | C. Vieira (57)                                                                               | M. Vasques (32)                                          |
| 43  | Primeira Divisão 1955-1956           | Porto    | Sporting  | 3 - 1     | C. Duarte (55), Jaburú (62), Hernâni (72)                                                    | M. Vasques (79)                                          |
| 44  | Primeira Divisão 1955-1956           | Sporting | Porto     | 1 - 0     | V. Castro (16)                                                                               |                                                          |
| 45  | Primeira Divisão 1956-1957           | Porto    | Sporting  | 2 - 0     | C. Duarte (5), Hernâni (33)                                                                  |                                                          |
| 46  | Primeira Divisão 1956-1957           | Sporting | Porto     | 2 - 1     | M. Vasques (28), Miltinho (59)                                                               | C. Duarte (47)                                           |
| 47  | Primeira Divisão 1957-1958           | Sporting | Porto     | 3 - 0     | J. Martins (55), M. Pompeu (83), J. Travassos (89)                                           |                                                          |
| 48  | Primeira Divisão 1957-1958           | Porto    | Sporting  | 2 - 1     | Hernâni (13, 71)                                                                             | Vadinho (44)                                             |
| 49  | Primeira Divisão 1958-1959           | Porto    | Sporting  | 1 - 0     | Hernâni (90)                                                                                 |                                                          |
| 50  | Primeira Divisão 1958-1959           | Sporting | Porto     | 2 - 2     | H. Sarmento (15), D. Arizaga (80)                                                            | Gastão (24), Hernâni (61)                                |
| 51  | Primeira Divisão 1959-1960           | Porto    | Sporting  | 1 - 4     | Perdigão (25)                                                                                | D. Arizaga (12, 56), F. Puglia (43, 60)                  |
| 52  | Primeira Divisão 1959-1960           | Sporting | Porto     | 6 - 1     | Vadinho (17, 55, 57), F. Pinto (29, 46), J. Seminário (89)                                   | Y. Daucik (67)                                           |
| 53  | Primeira Divisão 1960-1961           | Porto    | Sporting  | 0 - 0     |                                                                                              |                                                          |
| 54  | Primeira Divisão 1960-1961           | Sporting | Porto     | 1 - 1     | J. Seminário (41)                                                                            | Noé (23)                                                 |
| 55  | Primeira Divisão 1961-1962           | Porto    | Sporting  | 0 - 2     |                                                                                              | L. Soares (43), J. Morais (85)                           |
| 56  | Primeira Divisão 1961-1962           | Sporting | Porto     | 0 - 1     |                                                                                              | A. Veríssimo (88)                                        |
| 57  | Primeira Divisão 1962-1963           | Porto    | Sporting  | 1 - 3     | A. Veríssimo (46)                                                                            | J. Morais (43, 62), O. Silva (75)                        |
| 58  | Primeira Divisão 1962-1963           | Sporting | Porto     | 0 - 1     |                                                                                              | S. Pereira (56)                                          |
| 59  | Primeira Divisão 1963-1964           | Porto    | Sporting  | 2 - 1     | Jaime (21), F. Nóbrega (70)                                                                  | Mascarenhas (12)                                         |
| 60  | Primeira Divisão 1963-1964           | Sporting | Porto     | 0 - 0     |                                                                                              |                                                          |
| 61  | Primeira Divisão 1964-1965           | Sporting | Porto     | 1 - 1     | E. Figueiredo (77)                                                                           | F. Nóbrega (89)                                          |
| 62  | Primeira Divisão 1964-1965           | Porto    | Sporting  | 1 - 3     | Carlos Manuel (87)                                                                           | O. Silva (10), João Lourenço (50, 62)                    |
| 63  | Primeira Divisão 1965-1966           | Porto    | Sporting  | 1 - 1     | Jaime (37)                                                                                   | J. Morais (67)                                           |
| 64  | Primeira Divisão 1965-1966           | Sporting | Porto     | 4 - 0     | J. Oliveira Duarte (40), E. Figueiredo (48), João Lourenço (67, 72)                          |                                                          |
| 65  | Primeira Divisão 1966-1967           | Porto    | Sporting  | 1 - 0     | C. Baptista (13)                                                                             |                                                          |
| 66  | Primeira Divisão 1966-1967           | Sporting | Porto     | 2 - 2     | J. Morais (67, 76)                                                                           | B. Velha (18), Djalma (48)                               |
| 67  | Primeira Divisão 1967-1968           | Sporting | Porto     | 0 - 0     |                                                                                              |                                                          |
| 68  | Primeira Divisão 1967-1968           | Porto    | Sporting  | 0 - 1     |                                                                                              | V. Gonçalves (62)                                        |
| 69  | Primeira Divisão 1968-1969           | Porto    | Sporting  | 1 - 1     | C. Pinto (90)                                                                                | João Lourenço (73)                                       |
| 70  | Primeira Divisão 1968-1969           | Sporting | Porto     | 2 - 1     | Pedras (35), João Lourenço (rig. 87)                                                         | B. Velha (80)                                            |
| 71  | Primeira Divisão 1969-1970           | Sporting | Porto     | 2 - 1     | João Lourenço (15), Marinho (81)                                                             | C. Pinto (44)                                            |
| 72  | Primeira Divisão 1969-1970           | Porto    | Sporting  | 0 - 1     |                                                                                              | João Lourenço (23)                                       |
| 73  | Primeira Divisão 1970-1971           | Sporting | Porto     | 2 - 1     | Mosquera (2), F. Peres (20)                                                                  | A. Lemos (30)                                            |
| 74  | Primeira Divisão 1970-1971           | Porto    | Sporting  | 2 - 1     | Joaquinzinho (41), A. Miglietti (75)                                                         | J. Dinis (82)                                            |
| 75  | Primeira Divisão 1971-1972           | Porto    | Sporting  | 0 - 0     |                                                                                              |                                                          |
| 76  | Primeira Divisão 1971-1972           | Sporting | Porto     | 2 - 1     | Rolando (aut. 32), C. Faria (64)                                                             | A. Miglietti (57)                                        |
| 77  | Primeira Divisão 1972-1973           | Porto    | Sporting  | 0 - 1     |                                                                                              | H. Yazalde (17)                                          |
| 78  | Primeira Divisão 1972-1973           | Sporting | Porto     | 0 - 3     |                                                                                              | F. Minuano (11, 74), A. Miglietti (23)                   |
| 79  | Primeira Divisão 1973-1974           | Porto    | Sporting  | 1 - 1     | Marco Aurélio (41)                                                                           | C. Faria (77)                                            |
| 80  | Primeira Divisão 1973-1974           | Sporting | Porto     | 2 - 0     | J. Dinis (5, 19)                                                                             |                                                          |
| 81  | Primeira Divisão 1974-1975           | Porto    | Sporting  | 1 - 1     | T. Cubillas (84)                                                                             | H. Yazalde (50)                                          |
| 82  | Primeira Divisão 1974-1975           | Sporting | Porto     | 2 - 1     | Nélson (42), H. Yazalde (78)                                                                 | A. Oliveira (59)                                         |
| 83  | Primeira Divisão 1975-1976           | Porto    | Sporting  | 2 - 3     | A. Murça (18), F. Gomes (57)                                                                 | C. Faria (9), M. Fernandes (15), Baltasar (74)           |
| 84  | Primeira Divisão 1975-1976           | Sporting | Porto     | 5 - 1     | C. Faria (6, 28), S. Fraguito (49), M. Fernandes (61), Baltasar (83)                         | T. Cubillas (16)                                         |
| 85  | Primeira Divisão 1976-1977           | Sporting | Porto     | 3 - 0     | S. Keïta (29), Manoel (37), M. Fernandes (87)                                                |                                                          |
| 86  | Primeira Divisão 1976-1977           | Porto    | Sporting  | 4 - 1     | A. Oliveira (21, 39, 70), Duda (34)                                                          | S. Fraguito (82)                                         |
| 87  | Primeira Divisão 1977-1978           | Porto    | Sporting  | 3 - 0     | O. Machado (18, 35), Duda (51)                                                               |                                                          |
| 88  | Primeira Divisão 1977-1978           | Sporting | Porto     | 2 - 3     | P. Meneses (rig. 33), Manoel (57)                                                            | F. Gomes (18, 39), Duda (70)                             |
| 89  | Primeira Divisão 1978-1979           | Sporting | Porto     | 0 - 0     |                                                                                              |                                                          |
| 90  | Primeira Divisão 1978-1979           | Porto    | Sporting  | 0 - 0     |                                                                                              |                                                          |
| 91  | Primeira Divisão 1979-1980           | Sporting | Porto     | 1 - 0     | R. Jordão (42)                                                                               |                                                          |
| 92  | Primeira Divisão 1979-1980           | Porto    | Sporting  | 1 - 1     | Romeu (49)                                                                                   | C. Freire (75)                                           |
| 93  | Primeira Divisão 1980-1981           | Sporting | Porto     | 1 - 2     | Manoel (55)                                                                                  | A. Teixeira (27), Albertino (60)                         |
| 94  | Primeira Divisão 1980-1981           | Porto    | Sporting  | 1 - 0     | M. Walsh (19)                                                                                |                                                          |
| 95  | Primeira Divisão 1981-1982           | Sporting | Porto     | 1 - 0     | Mário Jorge (34)                                                                             |                                                          |
| 96  | Primeira Divisão 1981-1982           | Porto    | Sporting  | 2 - 0     |                                                                                              | Jacques (30), Júlio Carlos (78)                          |
| 97  | Primeira Divisão 1982-1983           | Porto    | Sporting  | 0 - 0     |                                                                                              |                                                          |
| 98  | Primeira Divisão 1982-1983           | Sporting | Porto     | 3 - 3     | R. Jordão (rig. 12, 36, rig. 66)                                                             | M. Walsh (17, 39), F. Gomes (rig. 25)                    |
| 99  | Primeira Divisão 1983-1984           | Porto    | Sporting  | 1 - 0     | F. Gomes (72)                                                                                |                                                          |
| 100 | Primeira Divisão 1983-1984           | Sporting | Porto     | 0 - 1     |                                                                                              | F. Gomes (11)                                            |
| 101 | Primeira Divisão 1984-1985           | Porto    | Sporting  | 0 - 0     |                                                                                              |                                                          |
| 102 | Primeira Divisão 1984-1985           | Sporting | Porto     | 0 - 0     |                                                                                              |                                                          |
| 103 | Primeira Divisão 1985-1986           | Porto    | Sporting  | 2 - 1     | A. André (16), A. Lima Pereira (48)                                                          | P. Venâncio (54)                                         |
| 104 | Primeira Divisão 1985-1986           | Sporting | Porto     | 0 - 1     |                                                                                              | Celso (40)                                               |
| 105 | Primeira Divisão 1986-1987           | Porto    | Sporting  | 2 - 0     | F. Gomes (11, 45)                                                                            |                                                          |
| 106 | Primeira Divisão 1986-1987           | Sporting | Porto     | 2 - 0     | R. Meade (54), P. Houtman (66)                                                               |                                                          |
| 107 | Primeira Divisão 1987-1988           | Porto    | Sporting  | 2 - 0     | R. Madjer (13), A. Sousa (rig. 57)                                                           |                                                          |
| 108 | Primeira Divisão 1987-1988           | Sporting | Porto     | 2 - 1     | Paulinho Cascavel (46), Mário Jorge (74)                                                     | J. Plácido (75)                                          |
| 109 | Primeira Divisão 1988-1989           | Sporting | Porto     | 1 - 2     | Paulinho Cascavel (rig. 51)                                                                  | Geraldão (40), J. Semedo (59)                            |
| 110 | Primeira Divisão 1988-1989           | Porto    | Sporting  | 3 - 0     | R. Madjer (52, 82), R. Águas (81)                                                            |                                                          |
| 111 | Primeira Divisão 1989-1990           | Sporting | Porto     | 1 - 0     | A. André (aut. 81)                                                                           |                                                          |
| 112 | Primeira Divisão 1989-1990           | Porto    | Sporting  | 3 - 2     | S. Demol (rig. 12, rig. 50), Branco (22)                                                     | M. Brandão (84), Luizinho (87)                           |
| 113 | Primeira Divisão 1990-1991           | Porto    | Sporting  | 2 - 0     | Geraldão (5), J. Couto (70)                                                                  |                                                          |
| 114 | Primeira Divisão 1990-1991           | Sporting | Porto     | 0 - 2     |                                                                                              | J. Couto (44), E. Kostadinov (73)                        |
| 115 | Primeira Divisão 1991-1992           | Porto    | Sporting  | 0 - 0     |                                                                                              |                                                          |
| 116 | Primeira Divisão 1991-1992           | Sporting | Porto     | 0 - 2     |                                                                                              | E. Kostadinov (30), F. Bandeirinha (48)                  |
| 117 | Primeira Divisão 1992-1993           | Sporting | Porto     | 1 - 1     | A. Juskowiak (8)                                                                             | E. Kostadinov (43)                                       |
| 118 | Primeira Divisão 1992-1993           | Porto    | Sporting  | 0 - 0     |                                                                                              |                                                          |
| 119 | Primeira Divisão 1993-1994           | Sporting | Porto     | 0 - 1     |                                                                                              | Domingos (6)                                             |
| 120 | Primeira Divisão 1993-1994           | Porto    | Sporting  | 2 - 0     | L. Drulović (52), Vinha (86)                                                                 |                                                          |
| 121 | Primeira Divisão 1994-1995           | Porto    | Sporting  | 1 - 1     | José Carlos (5)                                                                              | L. Figo (51)                                             |
| 122 | Primeira Divisão 1994-1995           | Sporting | Porto     | 0 - 1     |                                                                                              | Domingos (rig. 58)                                       |
| 123 | Primeira Divisão 1995-1996           | Porto    | Sporting  | 2 - 1     | Domingos (67, 89)                                                                            | A. Ouattara (24)                                         |
| 124 | Primeira Divisão 1995-1996           | Sporting | Porto     | 0 - 2     |                                                                                              | Domingos (60, 75)                                        |
| 125 | Primeira Divisão 1996-1997           | Sporting | Porto     | 0 - 1     |                                                                                              | Edmílson (26)                                            |
| 126 | Primeira Divisão 1996-1997           | Porto    | Sporting  | 1 - 2     | J. Barroso (71)                                                                              | Beto (29), P. Barbosa (53)                               |
| 127 | Primeira Divisão 1997-1998           | Porto    | Sporting  | 1 - 1     | Jardel (22)                                                                                  | Oceano (rig. 12)                                         |
| 128 | Primeira Divisão 1997-1998           | Sporting | Porto     | 2 - 0     | Roberto Assis (11), Edmílson (75)                                                            |                                                          |
| 129 | Primeira Divisão 1998-1999           | Porto    | Sporting  | 3 - 2     | Doriva (35, 60), Jardel (62)                                                                 | Edmílson (13), G. Heinze (82)                            |
| 130 | Primeira Divisão 1998-1999           | Sporting | Porto     | 1 - 1     | P. Barbosa (46)                                                                              | Z. Zahovič (85)                                          |
| 131 | Primeira Liga 1999-2000              | Porto    | Sporting  | 3 - 0     | C. Chaínho (5), Jardel (59, 89)                                                              |                                                          |
| 132 | Primeira Liga 1999-2000              | Sporting | Porto     | 2 - 0     | A. Cruz (16), A. Acosta (37)                                                                 |                                                          |
| 133 | Primeira Liga 2000-2001              | Sporting | Porto     | 0 - 1     |                                                                                              | Pena (70)                                                |
| 134 | Primeira Liga 2000-2001              | Porto    | Sporting  | 2 - 2     | Deco (65), S. Marić (86)                                                                     | J. Pinto (75), A. Acosta (76)                            |
| 135 | Primeira Liga 2001-2002              | Sporting | Porto     | 1 - 0     | M. Niculae (65)                                                                              |                                                          |
| 136 | Primeira Liga 2001-2002              | Porto    | Sporting  | 2 - 2     | J. Andrade (rig. 6), Deco (73)                                                               | P. Barbosa (33), Jardel (rig. 35)                        |
| 137 | Primeira Liga 2002-2003              | Sporting | Porto     | 0 - 1     |                                                                                              | Costinha (4)                                             |
| 138 | Primeira Liga 2002-2003              | Porto    | Sporting  | 2 - 0     | H. Postiga (37), P. Contreras (aut. 78)                                                      |                                                          |
| 139 | Primeira Liga 2003-2004              | Porto    | Sporting  | 4 - 1     | Derlei (3), E. Jankauskas (51), Maniche (64), B. McCarthy (rig. 89)                          |                                                          |
| 140 | Primeira Liga 2003-2004              | Sporting | Porto     | 1 - 1     | P. Barbosa (rig. 69)                                                                         | J. Costa (8)                                             |
| 141 | Primeira Liga 2004-2005              | Porto    | Sporting  | 3 - 0     | B. McCarthy (57), Diego (80), Carlos Alberto (86)                                            |                                                          |
| 142 | Primeira Liga 2004-2005              | Sporting | Porto     | 2 - 0     | Liédson (rig. 61), C. Martins (90)                                                           |                                                          |
| 143 | Primeira Liga 2005-2006              | Porto    | Sporting  | 1 - 1     | Jorginho (66)                                                                                | Deivid (48)                                              |
| 144 | Primeira Liga 2005-2006              | Sporting | Porto     | 0 - 1     |                                                                                              | Jorginho (84)                                            |
| 145 | Primeira Liga 2006-2007              | Sporting | Porto     | 1 - 1     | Y. Djaló (43)                                                                                | R. Quaresma (47)                                         |
| 146 | Primeira Liga 2006-2007              | Porto    | Sporting  | 0 - 1     |                                                                                              | R. Tello (71)                                            |
| 147 | Primeira Liga 2007-2008              | Porto    | Sporting  | 1 - 0     | R. Meireles (53)                                                                             |                                                          |
| 148 | Primeira Liga 2007-2008              | Sporting | Porto     | 2 - 0     | S. Vukčević (14), M. Izmailov (15)                                                           |                                                          |
| 149 | Primeira Liga 2008-2009              | Sporting | Porto     | 1 - 2     | J. Moutinho (rig. 28)                                                                        | L. López (18), B. Alves (31)                             |
| 150 | Primeira Liga 2008-2009              | Porto    | Sporting  | 0 - 0     |                                                                                              |                                                          |
| 151 | Primeira Liga 2009-2010              | Porto    | Sporting  | 1 - 0     | Falcao (2)                                                                                   |                                                          |
| 152 | Primeira Liga 2009-2010              | Sporting | Porto     | 3 - 0     | Y. Djaló (6), M. Izmailov (45), M. Veloso (47)                                               |                                                          |
| 153 | Primeira Liga 2010-2011              | Sporting | Porto     | 1 - 1     | J. Valdés (37)                                                                               | Falcao (57)                                              |
| 154 | Primeira Liga 2010-2011              | Porto    | Sporting  | 3 - 2     | Falcao (26, 50), Walter (86)                                                                 | A. Santos (11), M. Fernández (88)                        |
| 155 | Primeira Liga 2011-2012              | Sporting | Porto     | 0 - 0     |                                                                                              |                                                          |
| 156 | Primeira Liga 2011-2012              | Porto    | Sporting  | 2 - 0     | Hulk (rig. 82, 90)                                                                           |                                                          |
| 157 | Primeira Liga 2012-2013              | Porto    | Sporting  | 2 - 0     | J. Martínez (9), J. Rodríguez (rig. 83)                                                      |                                                          |
| 158 | Primeira Liga 2012-2013              | Sporting | Porto     | 0 - 0     |                                                                                              |                                                          |
| 159 | Primeira Liga 2013-2014              | Porto    | Sporting  | 3 - 1     | Josué (rig. 11), Danilo (62), L. González (74)                                               | W. Carvalho (60)                                         |
| 160 | Primeira Liga 2013-2014              | Sporting | Porto     | 1 - 0     | I. Slimani (51)                                                                              |                                                          |
| 161 | Primeira Liga 2014-2015              | Sporting | Porto     | 1 - 1     | J. Silva (2)                                                                                 | N. Sarr (aut. 56)                                        |
| 162 | Primeira Liga 2014-2015              | Porto    | Sporting  | 3 - 0     | C. Tello (31, 58, 82)                                                                        |                                                          |
| 163 | Primeira Liga 2015-2016              | Sporting | Porto     | 2 - 0     | I. Slimani (27, 85)                                                                          |                                                          |
| 164 | Primeira Liga 2015-2016              | Porto    | Sporting  | 1 - 3     | H. Herrera (rig. 35)                                                                         | I. Slimani (23, 44), Bruno César (85)                    |
| 165 | Primeira Liga 2016-2017              | Sporting | Porto     | 2 - 1     | I. Slimani (14), G. Martins (26)                                                             | Felipe (8)                                               |
| 166 | Primeira Liga 2016-2017              | Porto    | Sporting  | 2 - 1     | Soares (6, 40)                                                                               | A. Ruiz (60)                                             |
| 167 | Primeira Liga 2017-2018              | Sporting | Porto     | 0 - 0     |                                                                                              |                                                          |
| 168 | Primeira Liga 2017-2018              | Porto    | Sporting  | 2 - 1     | I. Marcano (28), Y. Brahimi (49)                                                             | R. Leão (45+1)                                           |
| 169 | Primeira Liga 2018-2019              | Sporting | Porto     | 0 - 0     |                                                                                              |                                                          |
| 170 | Primeira Liga 2018-2019              | Porto    | Sporting  | 2 - 1     | D. Pereira (78), H. Herrera (87)                                                             | Luiz Phellype (61)                                       |
| 171 | Primeira Liga 2019-2020              | Sporting | Porto     | 1 - 2     | M. Acuña (44)                                                                                | M. Marega (6), Soares (73)                               |
| 172 | Primeira Liga 2019-2020              | Porto    | Sporting  | 2 - 0     | D. Pereira (64), M. Marega (90+1)                                                            |                                                          |
| 173 | Primeira Liga 2020-2021              | Sporting | Porto     | 2 - 2     | N. Santos (9), L. Vietto (87)                                                                | M. Uribe (25), J. Corona (45)                            |
| 174 | Primeira Liga 2020-2021              | Porto    | Sporting  | 0 - 0     |                                                                                              |                                                          |
| 175 | Primeira Liga 2021-2022              | Sporting | Porto     | 1 - 1     | N. Santos (16)                                                                               | L. Díaz (71)                                             |
| 176 | Primeira Liga 2021-2022              | Porto    | Sporting  | 2 - 2     | F. Vieira (38), M. Taremi (78)                                                               | Paulinho (8), N. Santos (34)                             |
| 177 | Primeira Liga 2022-2023              | Porto    | Sporting  | 3 - 0     | Evanilson (42), Uribe (rig. 77), Galeno (rig. 86)                                            |                                                          |
| 178 | Primeira Liga 2022-2023              | Sporting | Porto     | 1 - 2     | Chermiti (90+7)                                                                              | Uribe (60), Pepê (90+4)                                  |
| 179 | Primeira Liga 2023-2024              | Sporting | Porto     | 2 - 0     | Gyökeres (11), P. Gonçalves (60)                                                             |                                                          |
| 180 | Primeira Liga 2023-2024              | Porto    | Sporting  | 2 - 2     | Evanilson (7), Pepe (40)                                                                     | Gyökeres (87, 88)                                        |
| 181 | Primeira Liga 2024-2025              | Sporting | Porto     | 2 - 0     | Gyökeres (72), Catamo (90+3)                                                                 |                                                          |
| 182 | Primeira Liga 2024-2025              | Porto    | Sporting  | 1 - 1     | Namaso (90+4)                                                                                | Fresneda (42)                                            |

### Coppa
| #  | Competizione               | Casa     | Trasferta | Risultato       | Gol (casa)                                                        | Gol (trasferta)                                        |
| -- | -------------------------- | -------- | --------- | --------------- | ----------------------------------------------------------------- | ------------------------------------------------------ |
| 1  | Taça de Portugal 1943-1944 | Porto    | Sporting  | 2 - 0           | M. Correia Dias (61), Pinga (64)                                  |                                                        |
| 2  | Taça de Portugal 1943-1944 | Sporting | Porto     | 3 - 3           | Albano (15, 42), F. Peyroteo (52)                                 | M. Correia Dias (32), A. Araújo (77), J. Lourenço (82) |
| 3  | Taça de Portugal 1944-1945 | Sporting | Porto     | 0 - 0           |                                                                   |                                                        |
| 4  | Taça de Portugal 1944-1945 | Porto    | Sporting  | 1 - 4           | F. Gomes da Costa (31)                                            | J. Correia (6), Albano (55, 68), F. Peyroteo (75)      |
| 5  | Taça de Portugal 1951-1952 | Porto    | Sporting  | 2 - 0           | Diamantino (32, 73)                                               |                                                        |
| 6  | Taça de Portugal 1951-1952 | Sporting | Porto     | 4 - 2           | Bibelino (aut. 23), Albano (71, 90), J. Travassos (?)             | Diamantino (2), C. Vieira (4)                          |
| 7  | Taça de Portugal 1951-1952 | Sporting | Porto     | 5 - 2           | M. Pacheco Nobre (38), Rola (65, 81), Amaro (70), J. Martins (85) | Diamantino (12), Vital (15)                            |
| 8  | Taça de Portugal 1953-1954 | Sporting | Porto     | 1 - 1           | J. Martins (76)                                                   | Perdigão (6)                                           |
| 9  | Taça de Portugal 1953-1954 | Porto    | Sporting  | 2 - 4           | José Maria (4, 63)                                                | Albano (43, 55), J. Martins (57, 87)                   |
| 10 | Taça de Portugal 1957-1958 | Sporting | Porto     | 2 - 2           | J. Martins (22, 82)                                               | Hernâni (48), C. Duarte (58)                           |
| 11 | Taça de Portugal 1957-1958 | Porto    | Sporting  | 3 - 0           | Hernâni (69, 84), O. Silva (70)                                   |                                                        |
| 12 | Taça de Portugal 1960-1961 | Sporting | Porto     | 2 - 1           | M. Costa (aut. 12), H. Sarmento (rig. 67)                         | Hernâni (27)                                           |
| 13 | Taça de Portugal 1960-1961 | Porto    | Sporting  | 4 - 1           | Serafim (40, 52), Noé (79), Hernâni (86)                          | D. Arizaga (72)                                        |
| 14 | Taça de Portugal 1965-1966 | Sporting | Porto     | 1 - 0           | E. Figueiredo (3)                                                 |                                                        |
| 15 | Taça de Portugal 1965-1966 | Porto    | Sporting  | 1 - 0           | C. Pinto (rig. 87)                                                |                                                        |
| 16 | Taça de Portugal 1965-1966 | Sporting | Porto     | 2 - 0           | E. Figueiredo (15, 62)                                            |                                                        |
| 17 | Taça de Portugal 1966-1967 | Sporting | Porto     | 1 - 1           | Carlitos (46)                                                     | Djalma (85)                                            |
| 18 | Taça de Portugal 1966-1967 | Porto    | Sporting  | 1 - 0           | B. Velha (51)                                                     |                                                        |
| 19 | Taça de Portugal 1976-1977 | Porto    | Sporting  | 3 - 0           | Duda (2), A. Oliveira (13), Ailton (29)                           |                                                        |
| 20 | Taça de Portugal 1977-1978 | Sporting | Porto     | 1 - 1 (dts)     | P. Meneses (49)                                                   | F. Gomes (48)                                          |
| 21 | Taça de Portugal 1977-1978 | Sporting | Porto     | 2 - 1           | Vítor Gomes (55), M. Fernandes (62)                               | Seninho (80)                                           |
| 22 | Taça de Portugal 1983-1984 | Sporting | Porto     | 1 - 1 (dts)     | M. Fernandes (68)                                                 | J. Magalhães (34)                                      |
| 23 | Taça de Portugal 1983-1984 | Porto    | Sporting  | 2 - 1           | M. Walsh (46), J. Pacheco (61)                                    | Jordão (1)                                             |
| 24 | Taça de Portugal 1986-1987 | Porto    | Sporting  | 0 - 1 (dts)     |                                                                   | M. Marques (119)                                       |
| 25 | Taça de Portugal 1991-1992 | Sporting | Porto     | 0 - 1           |                                                                   | E. Kostadinov (34)                                     |
| 26 | Taça de Portugal 1993-1994 | Porto    | Sporting  | 0 - 0 (dts)     |                                                                   |                                                        |
| 27 | Taça de Portugal 1993-1994 | Porto    | Sporting  | 2 - 1 (dts)     | Rui Jorge (35), Aloísio (91)                                      | B. Vujačić (55)                                        |
| 28 | Taça de Portugal 1995-1996 | Porto    | Sporting  | 1 - 1 (dts)     | J. Costa (90)                                                     | P. Barbosa (30)                                        |
| 29 | Taça de Portugal 1995-1996 | Sporting | Porto     | 1 - 0 (dts)     | A. Martins (107)                                                  |                                                        |
| 30 | Taça de Portugal 1999-2000 | Porto    | Sporting  | 1 - 1 (dts)     | Jardel (4)                                                        | P. Barbosa (56)                                        |
| 31 | Taça de Portugal 1999-2000 | Porto    | Sporting  | 2 - 0           | Clayton (47), Deco (74)                                           |                                                        |
| 32 | Taça de Portugal 2000-2001 | Porto    | Sporting  | 2 - 1 (dts)     | Capucho (31, 100)                                                 | Beto (13)                                              |
| 33 | Taça de Portugal 2005-2006 | Porto    | Sporting  | 1 - 1 (5-4 dtr) | B. McCarthy (115)                                                 | Liédson (108)                                          |
| 34 | Taça de Portugal 2007-2008 | Sporting | Porto     | 2 - 0 (dts)     | Rodrigo Tiuí (111, 117)                                           |                                                        |
| 35 | Taça de Portugal 2008-2009 | Sporting | Porto     | 1 - 1 (4-5 dtr) | Liédson (29)                                                      | Hulk (59)                                              |
| 36 | Taça de Portugal 2009-2010 | Porto    | Sporting  | 5 - 2           | Rolando (18), Falcao (34, 42), S. Varela (48), M. González (57)   | M. Izmailov (22), Liédson (90)                         |
| 37 | Taça de Portugal 2014-2015 | Porto    | Sporting  | 1 - 3           | J. Martínez (35)                                                  | I. Marcano (aut. 31), Nani (39), A. Carrillo (83)      |
| 38 | Taça de Portugal 2017-2018 | Porto    | Sporting  | 1 - 0           | Soares (60)                                                       |                                                        |
| 39 | Taça de Portugal 2017-2018 | Sporting | Porto     | 1 - 0 (5-4 dtr) | S. Coates (85)                                                    |                                                        |
| 40 | Taça de Portugal 2018-2019 | Sporting | Porto     | 2 - 2 (5-4 dtr) | D. Pereira (45 aut.), B. Dost (101)                               | Soares (41), Felipe (120+1)                            |
| 41 | Taça de Portugal 2021-2022 | Sporting | Porto     | 1 - 2           | P. Sarabia (49)                                                   | M. Taremi (59 rig.), Evanilson (64)                    |
| 42 | Taça de Portugal 2021-2022 | Porto    | Sporting  | 1 - 0           | T. Martínez (82)                                                  |                                                        |
| 43 | Taça de Portugal 2023-2024 | Porto    | Sporting  | 2 - 1 (dts)     | Evanilson (25), Taremi (100 rig.)                                 | St. Juste (20)                                         |

### Coppa di lega
| # | Data       | Competizione           | Casa     | Trasferta | Risultato       | Gol (casa)                                       | Gol (trasferta)                    |
| - | ---------- | ---------------------- | -------- | --------- | --------------- | ------------------------------------------------ | ---------------------------------- |
| 1 | 04/02/2009 | Taça da Liga 2008-2009 | Sporting | Porto     | 4 - 1           | L. Romagnoli (rig. 36, rig. 48), Derlei (66, 81) | T. Sektioui (9)                    |
| 2 | 29/12/2013 | Taça da Liga 2013-2014 | Sporting | Porto     | 0 - 0           |                                                  |                                    |
| 3 | 24/01/2018 | Taça da Liga 2017-2018 | Sporting | Porto     | 0 - 0 (4-3 dtr) |                                                  |                                    |
| 4 | 26/01/2019 | Taça da Liga 2018-2019 | Sporting | Porto     | 1 - 1 (3-1 dtr) | B. Dost (rig. 90+2)                              | Fernando (79)                      |
| 5 | 19/01/2021 | Taça da Liga 2020-2021 | Sporting | Porto     | 2 - 1           | J. Cabral (86, 90+4)                             | M. Marega (79)                     |
| 6 | 28/01/2023 | Taça da Liga 2022-2023 | Sporting | Porto     | 0 - 2           |                                                  | S. Eustáquio (10), I. Marcano (86) |
| 7 | 07/01/2025 | Taça da Liga 2024-2025 | Sporting | Porto     | 1 - 0           | Gyökeres (56)                                    |                                    |

### Supercoppa
| # | Data       | Competizione                  | Casa     | Trasferta | Risultato   | Gol (casa)                                      | Gol (trasferta)                                   |
| - | ---------- | ----------------------------- | -------- | --------- | ----------- | ----------------------------------------------- | ------------------------------------------------- |
| 1 | 06/08/1995 | Supercoppa di Portogallo 1995 | Sporting | Porto     | 0 - 0       |                                                 |                                                   |
| 2 | 23/08/1995 | Supercoppa di Portogallo 1995 | Porto    | Sporting  | 2 - 2       | Domingos (19, 53)                               | N. Naybet (22), A. Ouattara (74)                  |
| 3 | 30/04/1996 | Supercoppa di Portogallo 1995 | Sporting | Porto     | 3 - 0       | R. Sá Pinto (9, 38), C. Xavier (rig. 86)        |                                                   |
| 4 | 13/08/2000 | Supercoppa di Portogallo 2000 | Porto    | Sporting  | 1 - 1       | D. Alenichev (89)                               | A. Acosta (60)                                    |
| 5 | 31/01/2001 | Supercoppa di Portogallo 2000 | Sporting | Porto     | 0 - 0       |                                                 |                                                   |
| 6 | 16/05/2001 | Supercoppa di Portogallo 2000 | Sporting | Porto     | 1 - 0       | A. Acosta (rig. 31)                             |                                                   |
| 7 | 11/08/2007 | Supercoppa di Portogallo 2007 | Sporting | Porto     | 1 - 0       | M. Izmailov (75)                                |                                                   |
| 8 | 16/08/2008 | Supercoppa di Portogallo 2008 | Sporting | Porto     | 2 - 0       | Y. Djaló (45, 57)                               |                                                   |
| 9 | 03/08/2024 | Supercoppa di Portogallo 2024 | Sporting | Porto     | 3 - 4 (dts) | G. Inácio (6), P. Gonçalves (9), G. Quenda (24) | Galeno (28, 66), N. González (64), I. Jaime (101) |

### Campionato del Portogallo
| #  | Competizione                | Casa     | Trasferta | Risultato   | Gol (casa)                                         | Gol (trasferta)               |
| -- | --------------------------- | -------- | --------- | ----------- | -------------------------------------------------- | ----------------------------- |
| 1  | Campeonato de Portugal 1922 | Porto    | Sporting  | 2 - 1       | T. Bastos (25, 86)                                 | E. Ramos (9)                  |
| 2  | Campeonato de Portugal 1922 | Sporting | Porto     | 2 - 0       | Portela ( ), Pereira ( )                           |                               |
| 3  | Campeonato de Portugal 1922 | Porto    | Sporting  | 3 - 1 (dts) | B. Silva (51), João Nunes (100), João Brito (102)  | E. Ramos (70)                 |
| 4  | Campeonato de Portugal 1923 | Sporting | Porto     | 3 - 0       | João Maia (24), F. Stromp (66, 81)                 |                               |
| 5  | Campeonato de Portugal 1925 | Porto    | Sporting  | 2 - 1       | N. Hall (20), C. da Costa (rig. 53)                | Gonçalves (50)                |
| 6  | Campeonato de Portugal 1929 | Sporting | Porto     | 3 - 2       | O. Martins (23, 73, 81)                            | W. Carneiro (11, 64)          |
| 7  | Campeonato de Portugal 1933 | Sporting | Porto     | 1 - 1       | Valadas (52)                                       | Mesquita (89)                 |
| 8  | Campeonato de Portugal 1933 | Porto    | Sporting  | 0 - 0       |                                                    |                               |
| 9  | Campeonato de Portugal 1933 | Sporting | Porto     | 3 - 1       | A. Mourão (47), Valadas (67), A. Gralho (80)       | Pinga (10)                    |
| 10 | Campeonato de Portugal 1935 | Sporting | Porto     | 4 - 0       | V. Nunes (21, 40), Soeiro (47), A. Mourão (60)     |                               |
| 11 | Campeonato de Portugal 1935 | Porto    | Sporting  | 0 - 0       |                                                    |                               |
| 12 | Campeonato de Portugal 1937 | Porto    | Sporting  | 3 - 2       | L. Carneiro (8), C. Nunes (60), Vianinha (rig. 76) | H. Nogueira (32), Pireza (80) |